# Pierre Fulcrand de Rosset
Pierre Fulcrand de Rosset est un poète français, né à Montpellier en 1708 et mort à Paris le 18 avril 1788.
Il fit ses études à Paris, puis retourna dans sa ville natale, où il devint conseiller à la cour des aides. Pendant ses loisirs, il composa des vers latins et français et retourna habiter Paris vers la fin de sa vie. On a de lui un poème didactique, intitulé l’Agriculture, qui lui coûta beaucoup de temps et qu'il publia à Paris (1774, in-4°). Ce poème avait six chants, auxquels il en a ajouté trois autres (1782, in-4°), et le tout fut réuni dans une édition nouvelle, sous le titre de l’Agriculture ou les Géorgiques françaises (Lausanne, 1806, in-12). Dans ce travail, il traite successivement des champs, des vignes, des bois, des prairies, des basses-cours, des plantes, des jardins potagers, des jardins d'agrément, des étangs et des viviers. On y trouve quelques digressions bizarres; à propos de la vigne, il débute par la description du déluge et finit par celle du carnaval. Son vers manque généralement de relief et de couleur néanmoins, on trouve dans son poème quelques détails agréablement rendus et quelques morceaux réussis.
Rosset a publié, en outre, sous le titre d’Hymni novi (1784, in-12), un recueil d'hymnes latines avec la traduction en regard.

## Source
- Grand dictionnaire universel du XIXe siècle.